# 加藤吉成
加藤 吉成（かとう よししげ）は、安土桃山時代から江戸時代初期にかけての武将。加藤重徳の嫡男。実弟には黒田一成、吉松（黒田孝高の次男・熊之助と共に玄界灘に船出し溺死）がいる。

## 生涯
永禄11年（1568年）、摂津国伊丹にて、加藤重徳の子として誕生。母は伊丹城主の娘。
伊丹氏は、室町幕府15代将軍・足利義昭に味方したが、義昭が織田信長に滅ぼされると織田氏家臣の荒木村重に降伏し、一族のほとんどが村重の家臣となる（なお、この時から加藤姓に戻る）。ところが天正7年（1579年）、織田氏に謀反を起こした主君・村重が有岡城の戦いにおいて有岡城を放棄すると、父・重徳と共に宇喜多氏に仕えた。吉成は成長するにつれ、父の気風を受け知勇に優れた武将となった。天正15年（1587年）、豊臣秀吉の九州征伐において、父と共に主君・宇喜多秀家に従い武功を挙げるも、秀家はこの功を賞することがなかったため、重徳・吉成は食禄を返上し、家族や母の弟・郡宗保一族と共に故郷である摂州伊丹へと戻り、秀吉の馬廻となっていた親族の伊丹忠親のもとに身を寄せた。
天正16年（1588年）、父・重徳が肥後国宇土城主・小西行長から招かれたが、重徳は高齢を理由に吉成を立て、以後、行長の家臣として2000石の領地を賜った。吉成は文禄・慶長の役に出陣し、多くの武功を挙げたことで家老となり、5000石と領地を広げるにまでに至る。また、小西行長から重用され、行長の養女（喜多嶋氏）を妻に迎えた。しかし、慶長5年（1600年）の関ヶ原の戦いにおいて、小西行長属する西軍は東軍に敗れる。吉成は東軍側の武将である実弟・黒田一成と会い、許に投じた。その後、父・重徳と共に宇土に潜伏し浪人の身となる。
慶長6年（1601年）、筑前福岡藩の大老になった一成は、主君・黒田長政に父兄の招き入れを懇願。重徳は長政の父・黒田孝高が有岡城の戦いにおいて投獄された際に世話をした恩人にあたるため、その子・吉成とともにこれを迎え入れ、中老の要職と1000石（その後2000石に変更）の領地を吉成に与えた。寛永9年（1632年）、第2代藩主・黒田忠之より加俸され3,000石となる。黒田騒動後、盛岡藩預けとなった栗山利章の領地・朝倉志波の麻底良城（左右良城、まてらじょう）一帯を治めた。
寛永10年（1633年）5月25日、久留米藩銀守番（1000石）の従兄・郡太兵衛宅を訪れ、雑談中に急死した。享年66。墓所は加藤家の菩提寺である節信院。
子孫に幕末の福岡藩で筑前勤王党の中心人物として活躍した加藤司書がいる。